# Prospero (planta)
Prospero es un género de plantas bulbosas escilóidea de la familia Asparagaceae. Se distribuye en Europa, en la región mediterránea, y por el Oriente Medio hasta el Cáucaso.

## Descripción
Las especies crecen de bulbos, las hojas y las flores aparecen en el otoño y mueren en primavera. Las hojas son relativamente estrechas. Cada bulbo produce entre tres y cincuenta y nueve tallos florales que llevan densos racimos de color rosa con flores de color violeta.  Las semillas de color marrón oscuro son más o menos rectangular.

## Taxonomía
El género fue descrito por Richard Anthony Salisbury  y publicado en The Genera of Plants 28. 1866.

### Especies
Según World Checklist of Selected Plant Families:
- Prospero autumnale (L.) Speta
- Prospero battagliae Speta
- Prospero corsicum (Boullu) J.-M.Tison
- Prospero depressum Speta
- Prospero elisae Speta
- Prospero fallax (Steinh.) Speta
- Prospero hanburyi (Baker) Speta
- Prospero hierae C.Brullo
- Prospero hierapytnense Speta
- Prospero idaeum Speta
- Prospero minimum Speta
- Prospero obtusifolium (Poir.) Speta
- Prospero paratethycum Speta
- Prospero rhadamanthi Speta
- Prospero talosii (Tzanoud. & Kypr.) Speta